# 1-е мая (Кыргызстан)
1-е мая (Первомайское) (кирг. Биринчи Май) — село в Ат-Башинском районе Нарынской области Киргизской республики. Входит в состав Талды-Сууского аильного округа.
Расположено в высокогорной зоне Кыргызстана между реками Жол-Богошту и Туюк-Богошту. Находится в южной части Нарынской области. Расположено в 7 км к востоку от административного центра Талды-Суу и в 5 км севернее с. Ак-Моюн.
Население на 2009 год — 906 жителей. Население практически полностью состоит из представителей 
родо-племенного объединения Черик.

## Известные уроженцы
- Пинигина, Мария Джумабаевна (род. 1958) — советская легкоатлетка, олимпийская чемпионка.
- Шералиев, Жумамудун (1915—1994) — советский композитор, Народный артист Киргизской ССР (1973), лауреат Государственной премии Киргизской ССР имени Токтогула Сатылганова (1984). Один из основоположников киргизской музыки.